# Нитрид полония
Нитрид полония — бинарное неорганическое соединение
полония и азота
с формулой Po3N4,
чёрные кристаллы.

## Получение
- Разложение гексабромополоната аммония при нагревании:

{\displaystyle {\mathsf {(3(NH_{4})_{2}[PoBr_{6}]\ {\xrightarrow {200^{o}C}}\ Po_{3}N_{4}+2NH_{3}\uparrow +18HBr\uparrow }}}

## Физические свойства
Нитрид полония образует чёрные кристаллы.
Разлагается при нагревании со взрывом.